# Гірнича промисловість Іраку
Гірнича промисловість Іраку.

## Нафтовидобувна галузь
Провідна галузь гірничої промисловості і взагалі економіки країни — нафтодобувна. На початку XXI ст. вона забезпечувала близько 3% світового видобутку нафти. У вартісному вираженні це становить понад 90% промислового виробництва країни.
Видобуток нафти зосереджений головним чином на родовищах в районі Кіркука і Мосула на півночі і біля Басри і Румайли на південному сході. Розробляються також дрібніші родовища в інших частинах країни. Сира нафта поступає на переробні (Басра, Ед-Даура, Байджі, Салах-ед-Дін і інш.) і хімічні заводи (Ез-Зубайр і Багдад та його околиці).
Видобуток нафти у 2000 р становив 2,52, а у 2001 — 2,31 млн бар./добу, що дозволяло займати 3-ю позицію серед близькосхідних виробників нафти. У 2003 р. видобуток нафти в Іраку очікувався (до збройного конфлікту) на рівні 2,6-2,8 млн бар./добу, що на 35% більше за рівень видобутку в 2002 р (2 млн бар.). Внутрішнє споживання нафти в Іраку становить 500-600 тис. бар./добу. Нафтопереробні підприємства країни мають потужність 625 тис.бар./добу. Експорт планувався на рівні близько 2 млн бар./добу. Велика частина експорту прямує в Європу, США і на Далекий Схід. Цілком досяжний і рівень 3 млн бар./добу, який Ірак неодноразово досягав після 1999 р [Gulf News Online].
У межах Іраку нафтові промисли Кіркуку (на півночі) і Румайли (на південному сході) пов'язані мережею реверсивних трубопроводів з районами споживання і переробки нафти, а також з портами на узбережжі Перської затоки. Загальна протяжність нафтопроводів 4350 км, нафтопродуктопроводів 725 км, газопроводів 1360 км. Трубопроводами, прокладеними через території Саудівської Аравії, Туреччину, Сирію і Ліван, іракська нафта може поступати в порти Червоного і Середземного морів, а звідти на зовнішні ринки.
Втрати Іраку в нафтовій галузі за 12 років блокади становлять 222 млрд дол., не враховуючи збитку, нанесеного в ході військових операцій нафтогазовому комплексу країни.
Перспективи нафтогазової галузі. За іракськими джерелами необхідно вкласти 5 млрд доларів в нафтову промисловість для відновлення рівня видобутку, що існував до 2 серпня 1990 року. Планувалося, що з червня 2003 р Ірак добуватиме 1,5 млн бар. нафти на добу, з яких половина піде на експорт. В липні 2003 видобуток перевищив 1 млн бар./добу, тоді як до цього досить довго тримався на рівні 800 тис. бар./добу. На південних родовищах Іраку добувається 600-700 тис. бар./добу, на північних — 500 тис. бар./добу. Динаміка нафтовидобутку позитивна. До відновлення Іраку за інформ. джерелами США буде залучено 58-65 держав світу. Процесу відновлення нафтовидобутку перешкоджає нестабільність в країні після війни 2003 р. 22 червня 2003 р у турецькому порту Джейхан завантажено перший танкер з іракською нафтою післявоєнного видобутку, але довоєнний експортний потенціал країни на рівні 2-2,5 млн бар/добу буде досягнуто за новими прогнозами тільки наприкінці 2003 р. За умови політичної стабілізації Ірак до 2008 р зможе збільшити свої експертні потужності до 6-8,5 млн бар/добу.
Наприкінці 1970-х років Ірак добував 3,5 млн барелів нафти на добу. Аналітики стверджують, що бурхливий потік інвестицій в зношену іракську нафтову індустрію може дозволити добувати до 6 млн барелів на добу. Якщо це станеться, то Ірак займе 4-е місце у світі за обсягами видобутку нафти після Саудівської Аравії (8,8 млн барелів), США (7,2 млн) і Росії (7,1 млн).

## Видабування інших корисних копалин
У Мішраці, на заході від Мосула, розробляються поклади сірчаної руди. З неї отримують сірку і сірчану кислоту. Фосфорити добувають на двох родовищах північніше Багдаду. Вони використовуються для виробництва мінеральних добрив на хімічних заводах Каїма і Байджі. 
Гірничо-геологічна служба. Підготовка кадрів. Друк. З 1976 р. управління нафтовою промисловістю здійснюється Міністерством нафти (Ministry of Oil). Видобутком твердих корисних копалин керує Міністерство промисловості і мінеральних ресурсів. Підготовка кадрів здійснюється на інженерному факультеті Багдадського університету і у Вищому інженерному інституті. Основні публікації з гірничої справи і геології вміщуються в щомісячнику “Ат-Нафт ва аль-алям" (1973 р.) і “Ас-Сінаа" (1975 р.).